# Setsuko Tsumura
Setsuko Tsumura (jap. 津村 節子, Tsumura Setsuko, wirklicher Name: 北原 節子 Kitahara Setsuko; * 5. Juni 1928 in Fukui, Präfektur Fukui) ist eine japanische Schriftstellerin. Sie war verheiratet mit dem Schriftsteller Akira Yoshimura.

## Leben
Setsuko Tsumura wurde 1928 als zweite von drei Töchtern eines Seidenhändlers aus Nagano geboren. Nach dem Besuch der 5. Takada-Normalschule wechselt sie 1941 zur 5. Tokioter Mädchenoberschule. In den letzten Kriegsjahren leistet sie Arbeitsdienst in Rüstungsfabriken, bis sie 1947 beginnt eine Ausbildung zur Damenschneiderin. Nach dem Abschluss eröffnet sie mit Unterstützung ihrer beider Schwestern eine Schneiderei, die sie 1950 wieder schließt, um sich dem Schreiben und der Handkoloration von Büchern zu widmen. 1951 schreibt sie sich an der Gakushuin-Frauenkurzuniversität für japanische Literatur ein. Während ihres Studiums ist sie als Redakteurin für die Zeitschriften Hamayufu und Akae tätig. In dieser Zeit lernt sie den ebenfalls für die Zeitschrift Akae tätigen Akira Yoshimura kennen, den sie gleich nach ihrem Studienabschluss 1953 heiratet. In den 50er und beginnenden 60er Jahren werden ihre Romane erstmals für wichtige Literaturpreise nominiert, eine erste Auszeichnung erhält Tsumura dann 1964 mit dem Dōjin Zasshishō des Verlages Shinchōsha für Gangu, für das sie ein Jahr später auch den Akutagawa-Preis erhält.
Von 1995 an ist Tsumura im Forschungszentrum für Heimatliteratur der Jin’ai Kurzzeituniversität für Frauen in Fukui tätig. 2003 wir sie Mitglied der japanischen Akademie der Künste. 2006 stirbt ihr Mann Akira Yoshimura, der für seine dokumentarische Literatur bekannt ist, an Krebs. 2016 wird Tsumura als Person mit besonderen kulturellen Verdiensten geehrt.

## Preise und Auszeichnungen
- 1965 Akutagawa-Preis
- 1990 Frauenliteraturpreis
- 2003 Preis der Japanischen Akademie der Künste (Onshishō)
- 2004 Ernennung zur Ehrenbürgerin ihrer Heimatstadt Fukui[2]
- 2011 Kawabata-Yasunari-Literaturpreis
- 2011 Kikuchi-Kan-Preis

## Werke (Auswahl)
- 1965 Gangu (玩具)
- 1965 Kaimei (海鳴)
- 1990 Ryūseiu (流星雨)
- 2011 Ikyō (異郷)
- 2011 Kōbai (紅梅)
- Das Haus im Wind, übersetzt von Eduard Klopfenstein. In: Eduard Klopfenstein (Hrsg.): Mondscheintropfen. Japanische Erzählungen 1940–1990, Theseus, Zürich 1993, ISBN 3-85936-061-2